# Buchenavia hoehneana
Buchenavia hoehneana  es una especie botánica de planta con flor en la familia de las  Combretaceae. 
Es endémica de Brasil, donde está amenazada por pérdida de hábitat.  Restricta a áreas remanentes de la mata Atlántica en la carretera de Engenheiro Passos, Sâo Paulo, y en el Parque nacional de Itatiaia (Río de Janeiro, pero registro último de 1941, y en Belmonte y en Canavieiras (Bahia).

## Taxonomía
Buchenavia hoehneana fue descrita por Nilza Fischer de Mattos y publicado en Loefgrenia; communicaçoes avulsas de botânica 21: 1. 1967.